# Palazzo Pinelli

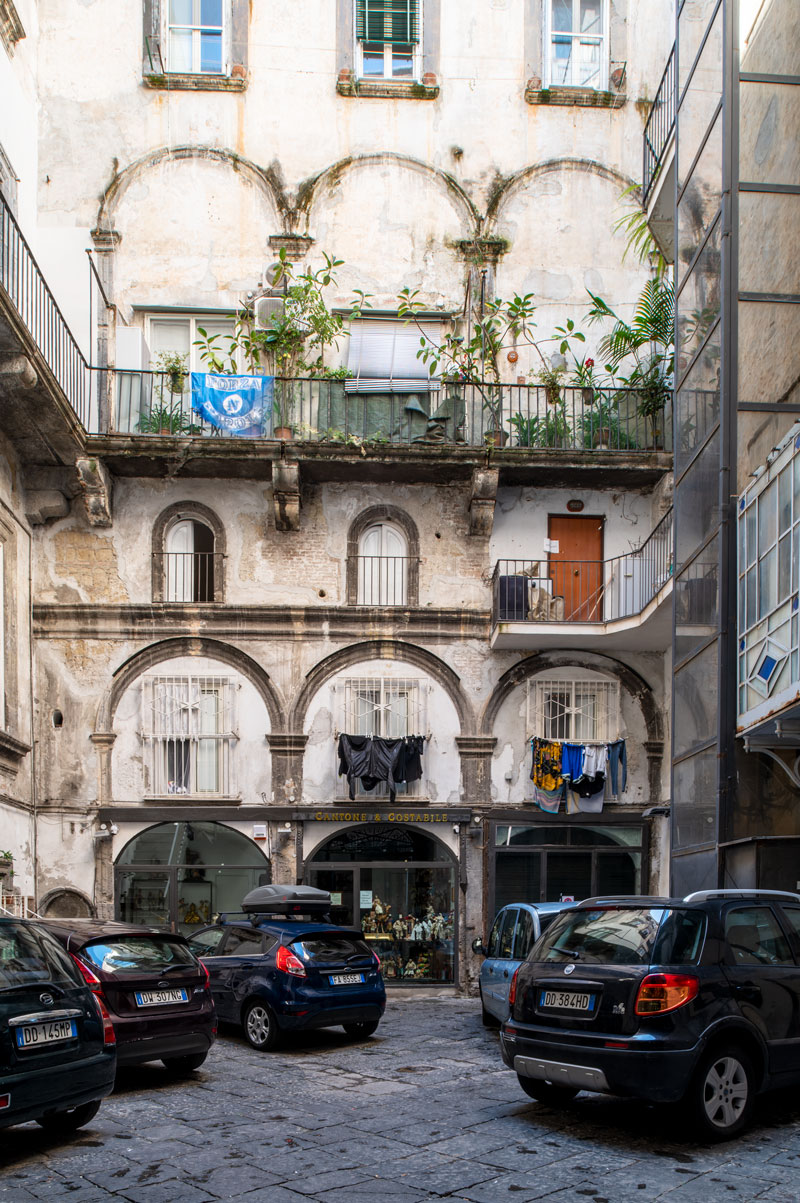
Palazzo Pinelli in Neapel: Innenhof

Der Palazzo Pinelli ist ein manieristischer Palast aus dem 16. Jahrhundert im Viertel San Giuseppe in Neapel in der italienischen Region Kampanien. Er liegt in der Via Benedetto Croce, 38.

## Geschichte und Beschreibung
Das Gebäude ließ der Genueser Cosimo Pinelli, der Bankier des Herzogs von Acerenza, vom Architekten Giovan Francesco di Palma Mormanno in den Jahren 1540–1550 projektieren. Jedoch wurde er im 17. Jahrhundert, nach einem schlimmen Erdbeben, von den Mönchen von San Martino, die ihn gekauft hatten, im Barockstil umgestaltet. Bei diesem Umbau wurde die manieristische Loggia zugemauert, von der man heute noch die Dekoration in Piperno sehen kann.
Im Innenhof des Palastes gibt es auch eine wertvolle Treppe aus dem 18. Jahrhundert, die diesen bereichert.
Später wohnte die Familie der Barone Foglia in dem Palast, der heute ein privates Mietshaus ist.
An der Fassade, die im 17. Jahrhundert und auch später noch einmal umgebaut wurde, sind das Portal und darüber der Balkon mit Marmorbalustrade erhalten.

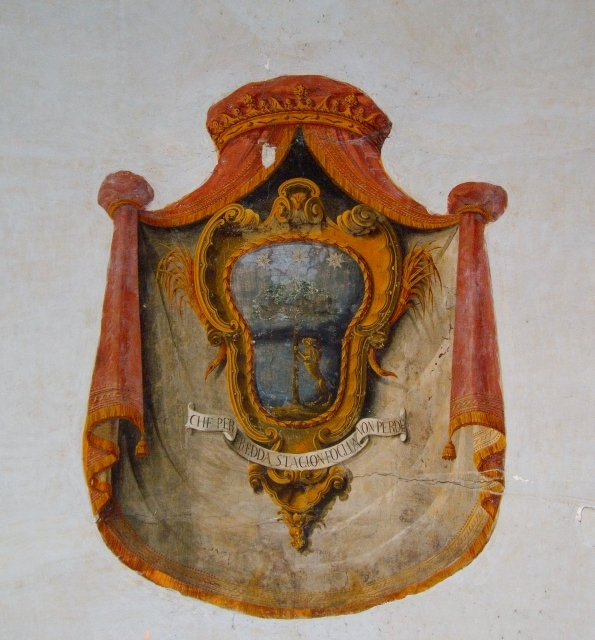
Wappen der Foglias